# Cannibal Holocaust
A Cannibal Holocaust 1980-ban bemutatott olasz horror- és áldokumentumfilm Ruggero Deodato rendezésében. A főszerepekben Robert Kerman, Carl Gabriel Yorke, Francesca Ciardi, Perry Pirkanen és Luca Barbareschi látható. Deodatónak nem ez volt az első ilyen filmje, már 1977-ben próbálkozott kannibál horrorfilm rendezésével, melynek címe Az utolsó kannibál világ. A helyszín és a kannibálok szinte ugyanazok voltak, sőt a történet is számos ponton hasonlóságot mutat a Cannibal Holocausttal. A filmet sokkoló képei miatt több országban betiltották, vagy csak a cenzúrázott változatot engedték bemutatni. A Cannibal Holocaustot megjelenése után Olaszországban egy rövidebb időre betiltották, mert annyira realisztikusan ábrázolta az erőszakos jeleneteket, hogy a film rendezőjét 10 napra börtönbe zárták gyilkosság vádjával. Miután tisztázódott, hogy a szereplők nem haltak meg, és csak ügyes filmes trükk volt, Deodatót utána szabadon engedték.
A film Monroe professzorról szól, aki egy mentőexpedícióra indul, hogy megtaláljon négy fiatal dokumentumfilmest, akik már több mint két hónapja eltűntek a brazíliai esőerdőben. Monroe útja során bennszülött indiánokkal és kannibál törzsekkel is találkozik. A kannibáltörzs táborában felfedezi az általa keresett fiatalok megcsonkított holttesteit. Nem tudja, miért végeztek velük, ezért a törzs bizalmába férkőzik, hogy megszerezhesse a filmtekercseket, így talán választ kap arra, hogy mi válthatta ki a kannibálok dühét.

## Szereplők
| Szereplő                 | Színész                | Magyar szinkron  |
| ------------------------ | ---------------------- | ---------------- |
| Harold Monroe professzor | Robert Kerman          | Forgács Gábor    |
| Faye Daniels             | Francesca Ciardi       | Prókai Annamária |
| Jack Anders              | Perry Pirkanen         | Kálid Artúr      |
| Mark Tomaso              | Luca Barbareschi       | Győri Péter      |
| Chaco Losojos            | Salvatore Basile       | Balázsi Gyula    |
| Felipe Ocanya            | Ricardo Fuentes        | Wohlmuth István  |
| Alan Yates               | Carl Gabriel Yorke     | Lux Ádám         |
| Igazgató                 | Paolo Paoloni          |                  |
| Programigazgató          | Lionello Pio Di Savoia |                  |
| Bennszülött              | Luigina Rocchi         |                  |
| Miguel                   |                        | Boros Zoltán     |

## Cselekmény
Négy fiatal amerikai filmes (Allen, Faye, Jack és Mark) már több mint két hónapja eltűnt az Amazonas zöld poklában. A TV élő adásban számol be arról, hogy mentőexpedíciót küldenek a felkutatásukra. A csapat vezetője Monroe professzor, aki a New York-i egyetemen antropológus. Míg a professzor az utazására készül, addig Brazíliában katonák mészárolnak le kuráréval bekent nyilakkal vadászó bennszülötteket, akiket kannibálnak vélnek. Egy foglyot sikerül ejteniük, akit túszként akarnak felhasználni arra, hogy majd elvezesse a társaihoz Monroe professzort, ha megérkezik. Monroe, miután repülővel megérkezik Brazíliába, megismerkedik Chacóval, a vezetőjével, és hű társával, Miguellel, akik segítségére lesznek és elkísérik az expedícióra. Utólag kiderül, hogy a bennszülött indián a jakumó törzshöz tartozik, és nem egy kannibál törzshöz. Miguel, Chaco, Monroe és a jakumó indián útnak indulnak a dzsungelbe.
Az úton sok veszéllyel találkoznak szembe, többek között piócák nehezítik meg az útjukat és egy jaguárral is összefutnak. Az úton az indiánnal cipeltetik a cuccaikat; Monroe megsajnálja és segíteni akar neki, de Chaco nem engedi, mert így legalább nem tudja elvágni a torkukat, ha nem figyelnek oda. Később megtalálják a négy fiatal filmes vezetőjének holttestét, akit Chaco ismert és tapasztalt vezetőnek tartott. Estére letáboroznak, Miguel pézsmapatkányt készít vacsorára, majd bedrogozzák a jakumót, hogy ne szökjön el az este. Útközben látnak egy bennszülöttet, aki épp megöli asszonyát, mert az házasságtörést követett el. A férfit követik a táborába. A táborban a törzsfőnök rituálisan bemutatja, mi történt velük, és azt is megmutatja, hogy egyik társukat meglőtték. A bennszülöttek nyakában több olyan tárgyat is felismernek, amik az amerikaiaké volt, de a bennszülött jakumók befogadják őket és barátságosak velük. Megtudják, hogy két nép, a faemberek, azaz a janomamók, és a mocsáremberek, más néven a shamatarik azok, akik igazi kannibálok, és ők tartják uralmuk alatt a területet. A mocsáremberek és a faemberek rendszeresen vadásznak egymásra és meg is eszik egymást.

Monroék épp egy vadászatba csöppennek a faemberek és a mocsáremberek között, ezért elbújnak. Mikor a mocsáremberek végeztek áldozataikkal, a faembereknek erősítés érkezik, Monroék besegítenek a faembereknek, akik hálából elviszik őket a táborukba. Monroékat a szövetségesüknek tekintik, ezért nem bántják őket. A professzor végez egy kísérletet, meztelenül bemegy a vízbe, ahová a meztelen faembernők követik és játszanak vele. Majd elfutnak a nők, a professzor pedig utánuk szalad, fogócskázás közben megtalálják a négy keresett fiatal megcsonkított maradványait. A professzor el akarja temetni őket, de a faemberek nem engedik, mert így büntették őket szörnyű cselekedeteikért. A professzor ki akarja deríteni, mi váltotta ki a haragjukat a faembereknek, ezért elhatározza, hogy a bennszülöttek bizalmába férkőzik. Lejátszik nekik egy zenét, ami nagyon tetszik a bennszülötteknek, és meghívják őket egy kannibál szertartásra, ahol emberhúst esznek. Monroék nem akarják megsérteni a kannibálokat, ezért esznek egy keveset az eléjük rakott emberi tetemekből, de cserébe Monroe megkapja Allenék filmtekercseit.

Allenéknek a hírnévnél nem volt fontosabb, később ez okozta a vesztüket

Monroe visszamegy New Yorkba, ahol a csatorna le akarja vetíteni a nyilvánosságnak a leforgatott filmet. De Monroe előbb végig akarja nézni az összes filmtekercset, mielőtt a nevét adná produkcióhoz. A professzor megtudja Allenékről, hogy elég kegyetlenek voltak, korábbi filmjeikben a legdurvább jeleneteket vették fel. Sokszor megrendezték a jeleneteket, fizettek a katonáknak, hogy mesterséges harcot csináljanak. A professzor felkeresi a fiatalok családtagjait, hogy megismerje, milyenek voltak, de az ismerőseik szerint sem voltak szentek. Időközben sikerül előhívni a filmeket, amelyet az utolsó útjukon készítettek. A filmből kiderül, hogyan éltek és milyen körülményeknek voltak kitéve. Felipe, a vezetőjük kígyómarás által halt meg, és halálát is lelkesen rögzítették. Útközben kajmánok, kígyók és pókok nehezítették meg az életüket. Allenék jakumókkal találkoznak, akik épp majmokra vadásznak. Jack lábon lövi az egyik jakumót, hogy követni tudják őket a jakumó faluig. Mikor Allenék beérnek a faluba, elhatározzák, hogy megrendezik, amint a faemberek megtámadják a jakumókat. Lelövik a jakumók disznóit, majd lövöldözni kezdenek. A jakumókat beterelik egyik faviskójukba, majd rájuk gyújtják a házat. A falu lerombolása után Faye és Allen szeretkezik a bennszülöttek előtt, amit Jack kamerával felvesz. Lekamerázzák a bennszülöttek szokásait, amint épp egy beteg társuktól szabadulnak meg.
Monroe embertelennek és visszataszítónak tartja a felvételeket és nem akarja hozzá a nevét adni, de a tv-csatorna mindenképpen le akarja adni és megpróbálják meggyőzni Monroe-t. A tv-csatorna felső vezetésének egy próbavetítést tartanak, ahol majd meghozzák a végső döntést. A vetítésen a film tovább folytatódik. Jackék elkapnak egy jamamó lányt, akit Mark, Jack és Allen is megerőszakol. A későbbi felvételeken találnak egy karóba húzott lányt, akit rituálisan kivégeztek. Tovább folytatják az útjukat, de körbeveszik őket a faemberek. Allenék rájuk lőnek, de a bennszülöttek dárdákkal visszatámadnak. Több bennszülöttet lelőnek, de Jacket megölik a kannibálok. Allenék folyamatosan kameráznak, és filmre veszik azt is, mikor társuk holttestét megcsonkítják és feldarabolják a jamamók. Miután Jack testét feldarabolták, megeszik a húsát. Allenéket csak a hírnév érdekli, ezért mit sem törődnek a veszéllyel, és tovább kameráznak egy bokorból, ahelyett hogy elmenekülnének. A bennszülöttek észreveszik őket, és üldözőbe veszik Allenéket. A kannibáloknak sikerül elrabolniuk Faye-t, de Allennek és Marknak sikerül elmenekülni. Később visszamennek Faye után, de már nem tudnak segíteni rajta, viszont lekamerázzák, amint több bennszülött is megerőszakolja a lányt, majd miután megerőszakolták, agyonverik Faye-t. Allenék meg sem próbálnak segíteni a lánynak, őket csak a film érdekli. De túl sokat kockáztatnak, a bennszülöttek észreveszik és megölik őket. Az utolsó képkockákon látjuk Allen véres fejét, és így ér véget a film. A vezetőséget sokkolta a film, és úgy döntenek, hogy nem vetítik le a nyilvánosságnak, hanem megsemmisítik a filmet.
A film végén lemegy egy felirat, miszerint „John K. Kirov vetítőgépkezelőt két hónapnyi felfüggesztett börtönbüntetésre és 10 000 $-os pénzbírságra ítélték a film illegális eltulajdonítása miatt. Tudomásunkra jutott, hogy ugyanezért az anyagért 250 000 $-t kapott”

## Fogadtatás
Mikor 1980. február 7-én először Milánóban bemutatták a filmet, az első fogadtatások pozitívak voltak. Miután Sergio Leone megnézte a filmet, írt egy levelet Ruggero Deodatónak, melyben kifejti, hogy szerinte a film második része a realista filmművészet remekműve, sőt annyira reális, hogy bajba fog kerülni miatta az egész világon. Később be is vált a jóslata, ugyanis sokan tényleg elhitték, hogy meghaltak a színészek, és a rendezőt 10 napra börtönbe zárták gyilkosság miatt, de miután sikerült tisztáznia magát, természetesen szabadon engedték. A film 10 nap alatt 2 millió dollár hasznot hozott. Később több országban, köztük Izlandon, Thaiföldön, Malajziában és a Fülöp-szigeteken is betiltották a filmet. Egyes országokban mint Németországban vagy Angliában pedig csak a vágott verziót engedték bemutatni. 2005-ben a legtöbb országban feloldották a tilalmat és már megtekinthetővé vált a film.

## Bakik
- Olivera katonát az elején megölik egy mérgezett nyíllal, majd egy későbbi jelenetben a parancsnok háta mögött áll.
- Amikor Jack holttestét megcsonkítják és levágják a nemi szervét, akkor le van tolva a nadrágja, majd mikor a következő jelenetben a testét kezdik feldarabolni, már fel van húzva a nadrágja.
- Felipét megmarja egy kígyó és pár perc múlva meg is hal az állítólagos mérgeskígyótól. Az a kígyó valójában egy vörösfarkú boa, amely a közönséges óriáskígyó egyik alfaja. Az effajta bakik egy sor olasz filmet jellemeznek, tulajdonképpen a filmkészítők ekkor még igazi mérgeskígyót nem mertek alkalmazni, mivel tartottak attól, hogy komoly marások történhetnek.

## Állatok elpusztítása
A film forgatása során hét állatot öltek meg. Egy ormányos medvét, bár a filmben tévedésből pézsmapatkánynak hívják. Egy teknőst, egy pókot, egy vörösfarkú boát, egy malacot és két mókusmajmot. A filmben csak hat állat elpusztítását láthatjuk, ugyanis a mókusmajom halálát kétszer vették fel és csak az egyik szerepel a filmben.

## Filmzene
A film zenéjét Riz Ortolani szerezte. Az albumon a következő számok találhatók.
- Cannibal Holocaust (Main Theme) 2:57
- Adulteress' Punishment 3:21
- Cameraman's Recreation 3:16
- Massacre of the Troupe 3:53
- Love with Fun 2:55
- Crucified Woman 2:20
- Relaxing in the Savannah 3:06
- Savage Rite 3:41
- Drinking Coco 3:23
- Cannibal Holocaust (End Theme) 3:54